# 김천 봉황대
김천 봉황대(金泉 鳳凰臺)는 대한민국 경상북도 김천시에 있는 건축물이다. 1985년 8월 5일 경상북도의 문화재자료 제15호로 지정되었다.

## 개요
연화지 가운데 있는 정자로 주변 경관이 아름다워서 옛 선비들이 시를 읊고 학문을 토론했던 장소이다.
처음에는 삼락동 마을에 세워 흡취헌이라고 부르다가 군수 윤택이 봉황이 나는 꿈을 꾸고 좋은 징조라 해서 봉황루로 이름을 고쳤다고 한다. 영조 47년(1771년)에 고쳐 세우면서 ‘봉황대’라고 이름을 고쳤다. 그 뒤 정조 16년(1792년)에 고쳤으며，헌종 4년(1838)에는 군수 이능연이 연화지 못 가운데로 옮겨 세웠다. 또한 고종 33년(1896년)에 다시 고쳤고 1978년에 김천시에서 고쳤다.
건물 규모는 앞면·옆면 3칸 2층 누각이며，지붕은 옆에서 볼 때 여덟 팔(八)자 모양인 팔작지붕으로 꾸몄다.

## 참고 자료
- 봉황대 - 국가유산청 국가유산포털